# Episimus aurobasis
Episimus aurobasis is een vlinder uit de familie van de bladrollers (Tortricidae). De wetenschappelijke naam van de soort is voor het eerst gepubliceerd in 2008 door Józef Razowski en John Wesley Brown.
De voorvleugellengte bedraagt ongeveer 8 millimeter.
De soort komt voor in de lager gelegen gebieden van Costa Rica tot een hoogte van 150 meter.